# Euhesma sybilae
Euhesma sybilae is een vliesvleugelig insect uit de familie Colletidae. De wetenschappelijke naam van de soort is voor het eerst geldig gepubliceerd in 2001 door Elizabeth M. Exley.
Deze soort is endemisch in Australië. Ze is genoemd naar Sybil Monteith die het holotype verzamelde in Queensland.